# You Already Know
You Already Know ist ein Jazzalbum von Ted Poor. Die 2017 bis 2019 in den Brooklyn Recording Studios entstandenen Aufnahmen erschienen am 28. Februar 2020 auf New Deal/Impulse! Records.

## Hintergrund
Ted Poor arbeitet hauptsächlich in Seattle als Schlagzeuger mit anderen Hochschullehrern des Jazzstudiengangs der University of Washington wie Cuong Vu und Bill Frisell, ferner mit Pat Metheny, Kurt Rosenwinkel, Ben Monder, Myra Melford und Mark Turner. Er gehörte außerdem zur Band des in Los Angeles ansässigen Singer-Songwriters und Musikers Andrew Bird, der auf dem Album als Gastmusiker mitwirkte.
Zwar legte Poor Trioproduktionen wie Third Wheel mit Ben Monder und Ralph Alessi und Amateur Dentist mit Matt Penman und Joris Roelofs vor. Dennoch ist You Already Know sein erstes musikalisches Projekt unter eigenem Namen seit seinem Debütalbum All Around (2003). Der Schlagzeuger nahm das Album mit dem Tenor- und Altsaxophonisten/Bassklarinettisten Andrew D’Angelo auf, mit dem sich Poor das Komponieren und Arrangieren teilte und der bei den meisten Songs mitwirkte. Es handelt sich in erster Linie um eine Sammlung von Duetten mit dem Saxophonisten Andrew D’Angelo, und der Sound der Platte konzentriert sich durchgehend auf Schlagzeug und Saxophon. Nachdem Ted Poor die Duett-Aufnahmen in Brooklyn mit Andrew D’Angelo aufgenommen hatte, arbeitete er in Los Angeles mit dem Produzenten Blake Mills zusammen, um einige subtile Orchestrierungen (Klavier, Streicher, Perkussion, Harmonium usw.) hinzuzufügen. Dieser Prozess vollzog sich verteilt über einen Zeitraum von zwei Jahren.

## Titelliste

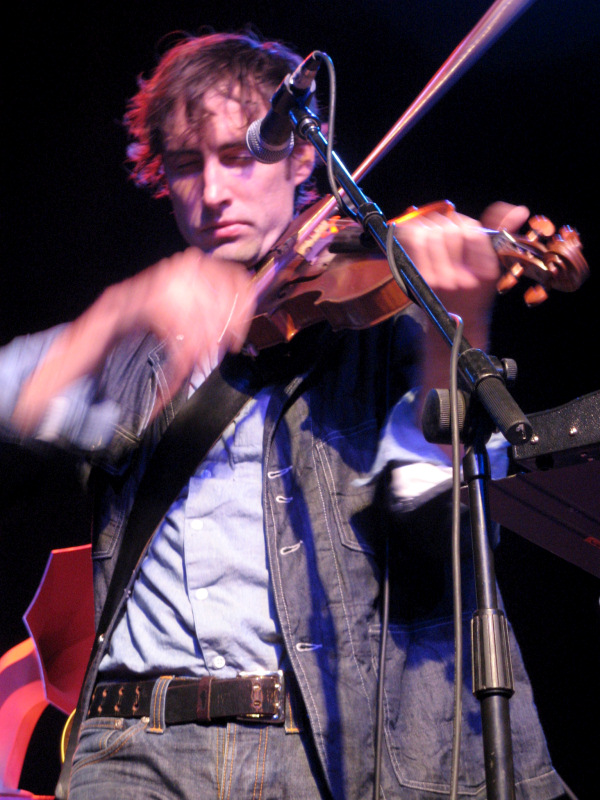
Andrew Bird (200/7)

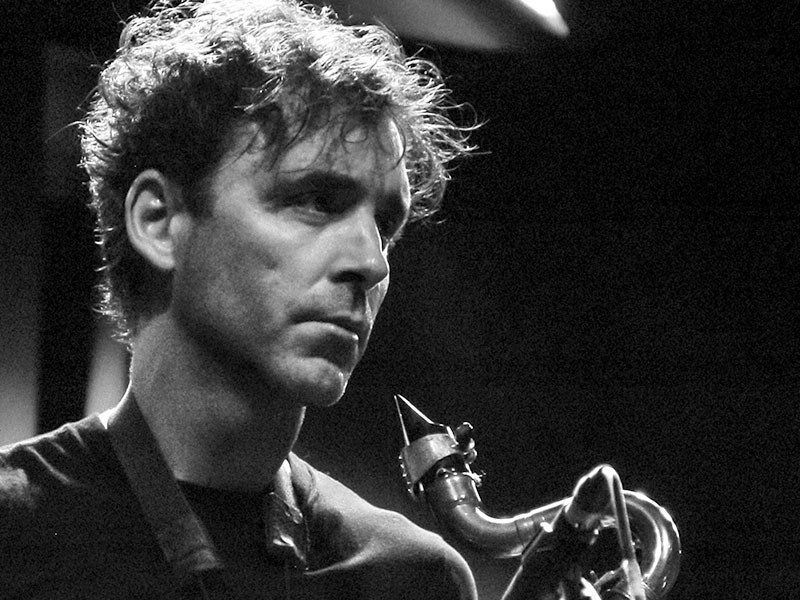
Andrew D’Angelo

- Ted Poor: You Already Know (Impulse! B0031585-01, Impulse! B0031585-02, New Deal Records B0031585-02)[3]

1. Emilia 4:51
2. Only you 5:24
3. Kasia 4:46
4. To Rome 4:38
5. New Wonder 4:06
6. At Night 5:15
7. United 3:17
8. Push Pull 2:48
9. Reminder 2:59

Alle Kompositionen stammen von Ted Poor.

## Rezeption
Nach Ansicht von Chris May (All About Jazz) zählt You Already Know zu den besten Jazzalben des Jahres. Das erste Eigenprojekt des amerikanischen Schlagzeugers Ted Poor seit All Around (Trier) im Jahr 2003 ist ein Duo-Projekt mit dem Altsaxophonisten Andrew D’Angelo, der auf subtile Weise mit „ein wenig Süßung“ verziert sei. Jeder der neun Tracks spiele mit einem rhythmischen und einem melodischen Motiv. Die „Süßung“ wurde von Poors Co-Produzent Blake Mills hinzugefügt, der auf dem Album Gitarre, akustischen Bass, Klavier und Harmonium spielt. Zwei Bassisten und zwei Geiger sind ebenfalls im Einsatz. Die Art von Album, die dem minimalistischen Jazz einen guten Namen gibt.
Chris May schrieb weiter in All About Jazz, Ted Poors You Already Know unterstütze die Wiederbelebung des Labels Impulse. Jim Hynes (Glide Magazine) meint, das Album klinge in gewisser Hinsicht wie die New Yorker Loft-Alben der siebziger Jahre von David Murray und Oliver Lake. Einige mögen es sogar mit den späteren John-Coltrane-Sessions mit dem Schlagzeuger Rashied Ali vergleichen, und obwohl es etwas Ähnlichkeit gebe, spiele der ausdrucksstarke D’Angelo viel zurückhaltender als der explorative Coltrane dieser Zeit, und er und Poor scheinen auf Finesse aus zu sein und eher kontemplative Balladen zu schaffen, im Gegensatz zu spirituellen Stimmung Coltranes. D'Angelos Spiel sei zweifellos beeindruckend, und Poors Schlagzeugspiel bemerkenswert geschickt, nicht auffällig dabei und die Melodie unterstützend, wobei bei Bedarf jeder Aspekt des Kits verwendet wird, anstatt Klangexplosionen zu verursachen.
George W. Harris (Jazz Weekly) Zu den Stimmungen auf dem Album gehören Klange der Musik des Nahen Ostens mit meditativem Piano auf „Emilia“ und „At Night“, und vollem Pathos auf „United“, außerdem einige rockige Hip-Hop-Anklänge mit deklaratorischem Schlagzeugspiel auf „Only You“ und den urbanen Beat von „Push Pull“. Das klageliedartige „Memory“ schließe die Dinge ab und lasse den Hörer fast emotional durch die langen dunklen Korridore geführt werden.
Ken Micallef schrieb in JazzTimes, während einige über „Spiritual Jazz“ plaudern, schaffe dies der Schlagzeuger/Komponist Ted Poor tatsächlich auf seinem Debüt bei Impulse! Records. Die neun Tracks von You Already Know seien nicht nur tiefgründig und bewegend, sondern ihre Konstruktion habe auch eine ungewöhnliche Hintergrundgeschichte – mit ebenso ungewöhnlicher Instrumentierung, was dieses Album zu viel mehr als einer Überraschung mache. Da Poor das rhythmische und melodische Netz vertiefe und erweitere, schweben, pulsieren und leuchten die Songs wie magische UFOs.